# أنور كاوردي
أنور بن فياض الكاوردي ولد سنة 1903 وتوفي سنة 2006، هو شاعر
دمشقي المولد من محلة الميدان، الحي الشهير في مدينة دمشق.
طلب العلم في صغره بالكتاتيبد ومن ثم ارتقى إلى المدارس الأميرية السورية ثم إلى مكتب عنبر أحد أشهر دور العلم في دمشق في ذلك الزمن.
تولع بقرض الشعر ونظمه له
فنظم الشعر الغزلي والحماسي والرثاء والمقاطع الطريفة الشائعة،
له ديوان شعري واحد بعنوان الربيع والحياة (2000)
وقد أرّخ بشعره لعدة حوادث وقضايا هامة في التاريخ العربي المعاصر،
مثل الاستعمار الفرنسي لسوريا في النصف الأول من القرن العشرين وغيرها من القضايا التاريخية العامة.

## سفره
سافر الشاعر أنور إلى مصر في 1960 والتقى هنالك كثيراً من أعلام الأدب والشعر فيها، ومن مخطوطاته مسرحية شعرية بعنوان الصحراء المتمردة يروي فيها قصة زنوبيا، ملكة تدمر وصراعها مع روما، كما أن له مسرحية نثرية بعنوان تحت سماء دمشق يؤرخ فيها لفترة نضال الشعب السوري ضد الاستعمار الفرنسي، إضافة إلى لأعمال الشعرية الكاملة.